# Conophytum verrucosum
Conophytum verrucosum är en isörtsväxtart som först beskrevs av Lav., och fick sitt nu gällande namn av Gordon Douglas Rowley. Conophytum verrucosum ingår i släktet Conophytum, och familjen isörtsväxter. Inga underarter finns listade i Catalogue of Life.